# Gerd Eggers
Gerd Eggers (* 23. Januar 1945 in Potsdam; † 20. April 2018 ebenda) war ein deutscher Schriftsteller und Liedermacher.

## Leben
Nach dem Abitur arbeitete Gerd Eggers im Kombinat Schwarze Pumpe und studierte 1964 bis 1967 am Deutschen Literaturinstitut Leipzig. Er war in der FDJ-Poetenbewegung aktiv. Seit 1970 war er Mitarbeiter im Deutschen Schriftstellerverband.

## Werke (Auswahl)
- Poesiealbum 18, Verlag Neues Leben 1969
- Mein Winterpalais, Verlag Neues Leben 1972
- Abenteuer Trasse, Verlag Neues Leben 1978
- Vorzimmer-Lieder, Verlag Neues Leben 1982
- Kinderstadtführer Potsdam, Elefanten-Press 1993, ISBN 3-88520-456-8